# LA CityBeat
Los Angeles CityBeat est un journal hebdomadaire publié à Los Angeles en Californie et fondé le 12 juin 2003. La production a cessé après le numéro daté du 26 mars 2009. LA CityBeat était disponible tous les mardis en plus de 1 500 lieux de distributions à travers toute la ville de Los Angeles, avec une circulation initiale de 100 000 exemplaires, 65 000 lors de sa dernière année.
LA CityBeat est membre de l'Alternative Weekly Network et de l'Association of Alternatives Newsweeklies. Le site web du journal, lacitybeat.com enregistrait plus de 12 000 visiteurs uniques par jour.